# 世界青年拉力錦標賽

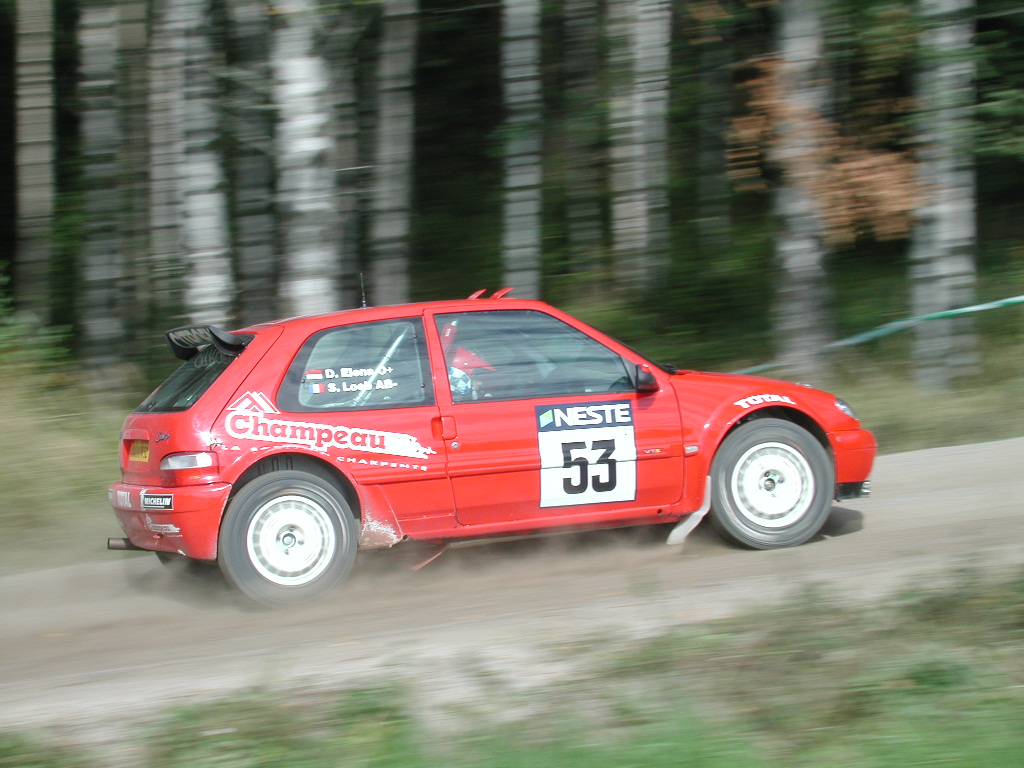
塞巴斯蒂安·勒布在2001年芬蘭分站中，駕駛一輛雪鐵龍Saxo VTS S1600賽車，角逐該年的超級1600駕駛錦標賽（JWRC前身）冠軍。

世界青年拉力錦標賽（Junior World Rally Championship，常簡稱為J-WRC或JWRC）是一個由國際汽車聯盟（FIA）所舉辦的世界性拉力系列賽。J-WRC與世界量產車拉力錦標賽（P-WRC）、世界超級2000拉力錦標賽（S-WRC）同樣，都是伴隨世界拉力錦標賽（WRC）一同舉辦的附屬賽事，但J-WRC主要是專注在年輕越野賽車手的培養，因此限制參賽者年齡需在28歲以下。

## 簡介
J-WRC使用的是符合超級1600（Super 1600）規格的參賽車輛，此級賽車主要的特徵是採前輪驅動配置，搭載1.6升等級自然進氣引擎，與掀背車體設計。如此的車輛設定讓J-WRC的車手通常能在使用瀝青混凝土鋪面道路的賽站擁有比較優秀的成績，但相對之下在混合式或礫石等抓力較差的路面上，就比較受到限制。
J-WRC的起源最早可以回溯至2001年開辦的FIA超級1600駕駛錦標賽（FIA Super 1600 Drivers' Championship），當時的年度冠軍，就是日後成為多屆WRC年度總冠軍的塞巴斯蒂安·勒布。2007年時賽事更名為J-WRC，2010年時舉辦了最後一屆的J-WRC。2011年，FIA推出WRC學院盃（WRC Academy）系列賽事取代JWRC，WRC學院盃擁有與J-WRC類似的規則，例如限制車手年齡、使用性能較弱的車輛規格，但不同的是WRC學院盃是使用單一規格的車輛（2011年賽季規定使用福特Fiesta R2賽車），進入障礙與預算較J-WRC低，這與多家車廠參與的J-WRC仍然有相異之處。
伴隨WRC舉辦的J-WRC，通常涵蓋WRC全年賽季大約一半的場次。舉2010年賽季為例，共舉辦了六個J-WRC分站，分別包括土耳其、葡萄牙、保加利亞、德國、法國與加泰隆尼亞等站。比賽與WRC在相同的日程中進行，但是在採分別開跑、以計時成績比較輸贏名次的拉力賽事中，J-WRC的車手會排在全部的WRC車手後面起跑。

## 歷屆冠軍
| 賽季   | 車手                               | 車輛                 |
| ------ | ---------------------------------- | -------------------- |
| 2010年 | Aaron Burkart                      | 鈴木Swift S1600      |
| 2009年 | Martin Prokop                      | 雪鐵龍C2 S1600       |
| 2008年 | Sébastien Ogier                    | 雪鐵龍C2 S1600       |
| 2007年 | Per-Gunnar Andersson               | 鈴木Swift S1600      |
| 2006年 | Patrik Sandell                     | 雷諾Clio S1600       |
| 2005年 | Dani Sordo                         | 雪鐵龍C2 S1600       |
| 2004年 | Per-Gunnar Andersson               | 鈴木Ignis S1600      |
| 2003年 | Brice Tirabassi                    | 雷諾Clio S1600       |
| 2002年 | Daniel Solà                        | 雪鐵龍Saxo VTS S1600 |
| 2001年 | 塞巴斯蒂安·勒布 （Sébastien Loeb） | 雪鐵龍Saxo VTS S1600 |